# Telescópio amador
Telescópio amador é um telescópio construído por um astrônomo amador. Amadores constroem e utilizam desde aparelhos muito simples e baratos até aparelhos muito sofisticados e dispendiosos. Em geral, trata-se de telescópios refletores, isto é, utilizam espelhos para coletar a luz.
Na década de 1970, na Califórnia, EUA, John Dobson foi o grande incentivador da astronomia popular, tendo construído e auxiliado na construção de milhares de telescópios amadores. Sua ideia original era fazê-los tão baratos e fáceis de montar, a partir de materiais acessíveis (por exemplo, com reutilização de madeira, vidro industrial, ferragens, etc), que pudessem ser construídos por qualquer pessoa interessada.
Dobson divulgou seu método de construção em livretos que ganharam ampla divulgação entre os adolescentes e clubes de astronomia amadora dos EUA. A ideia é que os materiais necessários ao telescópio pudessem ser adquiridos em lojas de material de construção, ferragens e de vidraçaria da cidade do amador. Sua montagem, chamada montagem dobsoniana, é empregada tanto em telescópios amadores como profissionais do mundo todo, sendo particularmente eficaz para motorização e robotização da movimentação de telescópios.
É importante notar que os telescópios amadores permitiram no passado a uma série impressionante de descobertas científicas e ainda hoje têm papel muito importante. Note-se também que a figura do astrônomo profissional somente apareceu no século XVIII, bem depois de Tycho Brahe, Johannes Kepler e Galileu Galilei.
Atualmente, os amadores podem usar equipamentos acessórios em seus telescópios amadores, por exemplo, câmeras CCD. Esses acréscimos instrumentais tem permitido ampliar em muito a capacidade de observação direta (i.e., feita pelos olhos), assim como realizar medições, antes possíveis somente por telescópios grandes profissionais.
Um telescópio pequeno e moderno de um amador que seja dedicado, hoje, pode ser considerado tão eficiente quanto um telescópio grande do passado. Os melhores aparelhos amadores são robotizados (ou seja, apresentam movimentos controlados por aplicativos computacionais). Chips CCD substituem os olhos na tarefa de receber a luz visível ou radiação espectral. As imagens digitais são encaminhadas por fios de comunicação até um computador digital, onde a imagem pode ser processada e analisada. Deve-se ressaltar que os olhos humanos não apresentam a sensibilidade suficiente para observação apropriada de objetos de céu profundo, como galáxias muito distantes cujo brilho é tênue mesmo a visão direta pela ocular de um grande telescópio. A exceção é a galáxia de Andrômeda, e poucas outras menores, visíveis a olho nu e conhecidas desde a antiguidade.
Alguns amadores constroem seus próprios espectrógrafos para mapeamento solar e de outras estrelas em diferentes comprimentos da radiação eletromagnética. Em geral, isto é feito a partir de cópias utilizáveis de redes de difração.

## Etapas da construção de um espelho primários de um telescópio refletor
1. Desbaste - remoção da camada de vidro para obter uma superfície aproximadamente esférica não polida;
2. Polimento - polimento de uma superfície esférica;
3. Configuração (figuring em inglês) - polimento diferencial das zonas circulares do espelho para levar a superfície esférica para a superfície da cônica requerida. A superfície requerida para um telescópio do tipo newtoniano é a do parabolóide ou da parábola de revolução. Essa é a etapa que envolve testes ópticos baseados no aparelho de Foucault.